# Hamburg-Lemsahl-Mellingstedt

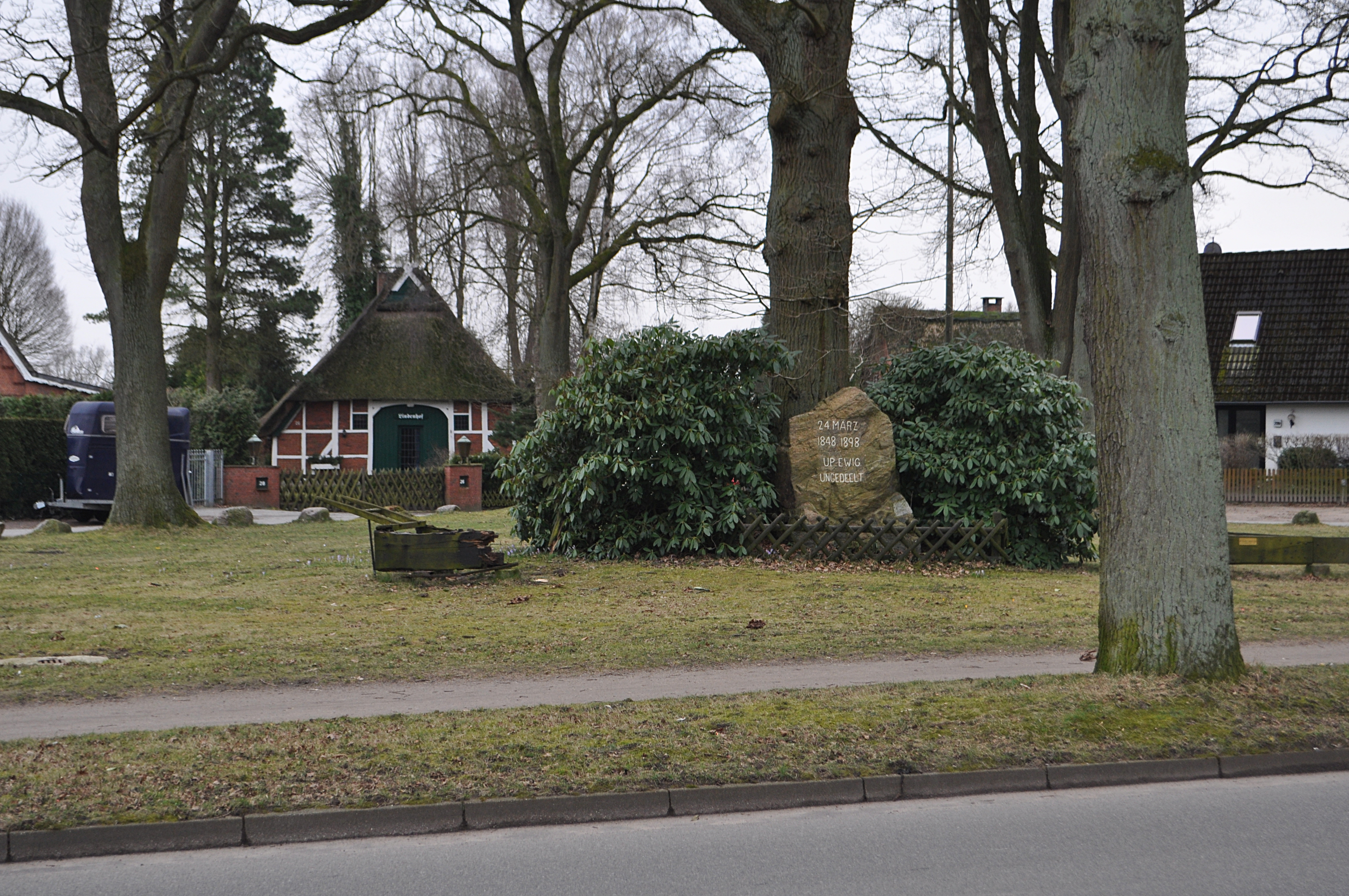
Dorpskern Lemsahl

Hamburg-Lemsahl-Mellingstedt is een wijk in het stadsdistrict Hamburg-Wandsbek van de stad Hamburg, en is een van de Walddörfer.
De wijk telt 6.956 inwoners.

## Geschiedenis
Uit de aanwezigheid van grafheuvels blijkt dat hier reeds in de steen- en bronstijd bewoning was. De eerste schriftelijke vermelding dateert uit 1271. Vanaf de 15e eeuw behoorden beide dorpen tot het Deense Amt Tremsbüttel en vanaf 1693 tot 1848 verleenden de inwoners herendiensten aan de landsheer van Tangstedt. Vanaf dan kwamen de boeren hiertegen in opstand, wat uiteindelijk in 1876 leidde tot het definitief verzaken eraan door de heersers van het landgoed Tangstedt.
Lemsahl-Mellingstedt heeft sinds 1780 een basisschool, momenteel een van de grootste van Hamburg (405 leerlingen in 2005).
De plaatselijke steenbakkerij en pottenbakkerij waren in de tweede helft van de 19e eeuw van groot belang. Na de Hamburgse Brand van 1842 werden veel panden met de gele Trilluper-steen heropgebouwd.
Na de annexatie door Pruisen van het Hertogdom Holstein in 1867 werden de dorpen bij de Kreis Stormarn ingedeeld en vormden sindsdien samen een gemeente. In 1937 werd ze bij Hamburg gevoegd.
De oude dorpsstructuur is heden nog herkenbaar.

## Bezienswaardigheden

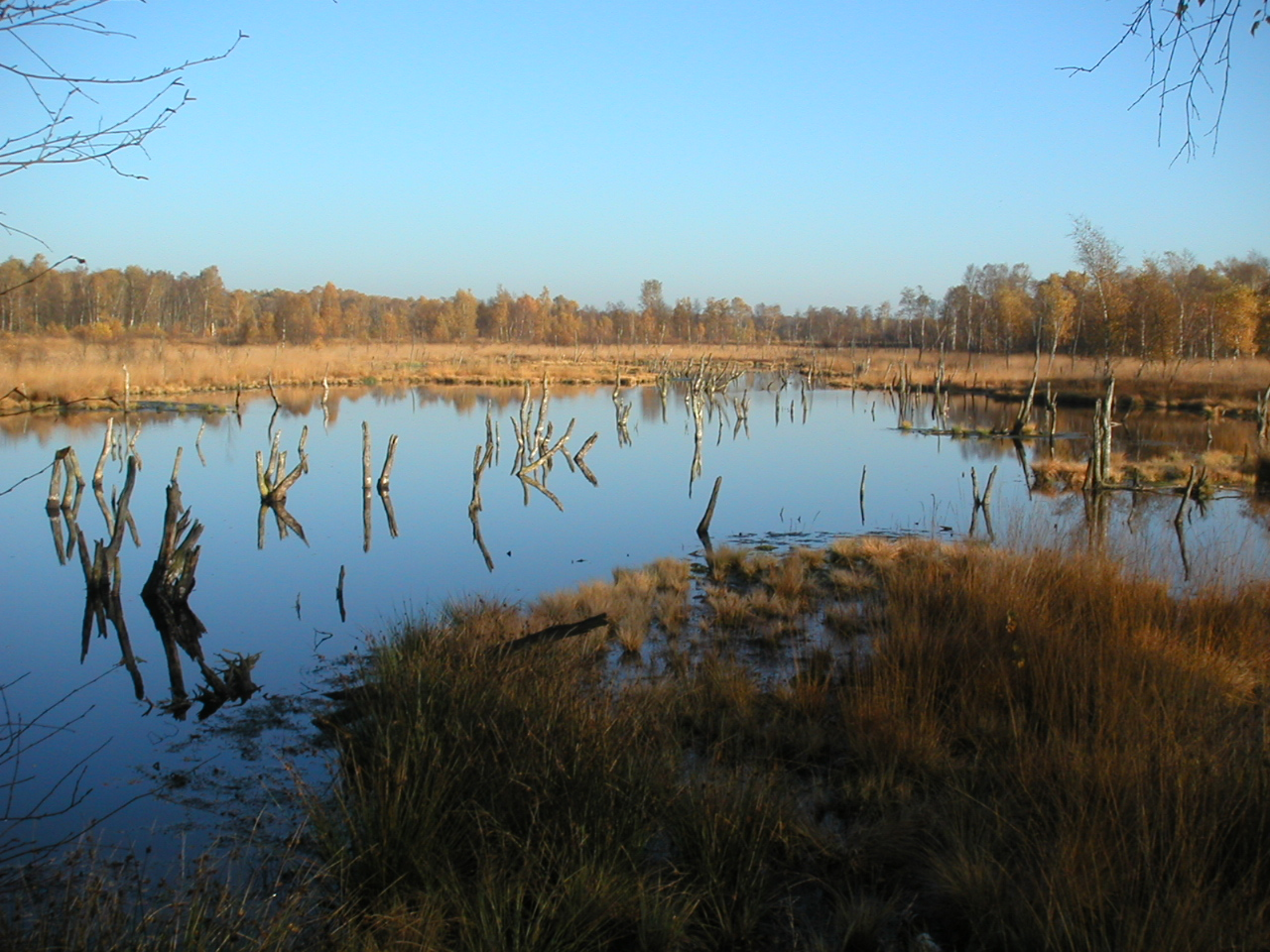
Wittmoor in de herfst

Het Wittmoor is een hoogveengebied dat eertijds voor turfwinning werd gebruikt en nu een natuurreservaat is. Aan de rand ervan vindt men prehistorische grafheuvels en een gedenkplaat aan het Concentratiekamp Wittmoor, een der eerste. Het werd enkel in 1933 gebruikt.

## Verkeer
Een drietal buslijnen doen de wijk aan. Het dichtstbijzijnde station is het kopstation van lijn S1 van de S-Bahn van Hamburg in Poppenbüttel.

## Afkomstig uit Lemsahl-Mellingstedt
- Alexander Zverev, tennisser.
- Patrick Bach, acteur.

## Referentie
Bergstedt · Bramfeld · Duvenstedt · Eilbek · Farmsen-Berne · Hummelsbüttel · Jenfeld · Lemsahl-Mellingstedt · Marienthal · Poppenbüttel · Rahlstedt · Sasel · Steilshoop · Tonndorf · Volksdorf · Wandsbek · Wellingsbüttel · Wohldorf-Ohlstedt